# Norman Dewis
Norman Dewis (ur. 3 sierpnia 1920 w Coventry, zm. 8 czerwca 2019) – brytyjski inżynier i kierowca wyścigowy oraz testowy. Był głównym kierowcą testowym i inżynierem rozwoju w Jaguar Cars od 1952 do 1985 roku.

## Rozwój samochodów
Dewis uczestniczył w rozwoju następujących samochodów marki Jaguar:
- Jaguar XK140
- Jaguar XK150
- Jaguar C-type
- Jaguar D-type
- Jaguar Mark VIII
- Jaguar Mark IX
- Jaguar Mark II
- Jaguar E-type
- Jaguar XJ13
- Jaguar Mark X
- Jaguar XJ6
- Jaguar XJ-S
- Jaguar XJ40

## Kariera wyścigowa
Dewis prowadził Jaguar D-Type w 24-godzinnym wyścigu Le Mans w 1955 roku z Donem Beaumanem. Samochód nie ukończył wyścigu, wycofując się z wyścigu po 106 okrążeniach.
Dewis był kierowcą testowym, który w 20 października 1953 roku w Jabbeke w Belgii przejechał jaguarem XK120 do 276 km/h, co stanowi rekord dla samochodów produkowanych seryjnie. Samochód miał kilka modyfikacji aerodynamicznych, w tym charakterystyczną bańkę powietrzną w kształcie bańki z szybowca. Po rekordowym biegu Jaguar XK120 został zamieniony z powrotem na samochód drogowy i sprzedany przez firmę.

## Późniejsze lata
W 2014 roku Dewis nadal uczestniczył w wydarzeniach związanych z Jaguarem i wygłaszał wykłady na temat swojej pracy dla firmy. W czerwcu 2016 roku pojawił się w programie telewizyjnym BBC Top Gear z Jaguarem F-SVR.
W Nowy Rok 2015 Dewis został odznaczony Orderem Imperium Brytyjskiego IV klasy (OBE) na usługi dla przemysłu motoryzacyjnego.